# Episodi di My Hero Academia (sesta stagione)
La sesta stagione dell'anime My Hero Academia comprende gli episodi dal 114 al 138, per un totale di 25 episodi. In questa stagione inizia l’operazione di annientamento del Fronte di Liberazione del Sovrannaturale guidato da Tomura Shigaraki. Grazie alle informazioni raccolte da Hawks, infiltratosi tra le file dei nemici, gli eroi (tra cui anche Izuku Midorya e i suoi compagni) iniziano ad attaccare i due punti più difficili delle forze criminali: da un lato, uno dei nascondigli dell’ex Armata di Liberazione dei Superpoteri, e dall’altro l’ospedale in cui vengono segretamente creati i nomu.
È stata trasmessa in Giappone dal 1º ottobre 2022 al 25 marzo 2023 su ytv e NTV, mentre nel resto del mondo venne pubblicata in simulcast su Crunchyroll. Il doppiaggio italiano è pubblicato sempre su Crunchyroll dal 6 gennaio al 2 aprile 2024. In chiaro, la serie viene trasmessa su Italia 2 a partire dal 9 settembre 2024.
La prima metà della stagione (dall'episodio 114 al 126) adopera la sigla di apertura Hitamuki (ひたむき?) dei Super Beaver e la sigla di chiusura Sketch di Kiro Akiyama. La seconda metà (dall'episodio 127 al 138) utilizza per l'apertura Bokura no (ぼくらの?) di Eve e per la chiusura Kitakaze (キタカゼ?) dei Six Lounge.

## Lista episodi
| Nº serie | Nº | Titolo italiano Giapponese 「Kanji」 - Rōmaji | In onda          | In onda          |
| Nº serie | Nº | Titolo italiano Giapponese 「Kanji」 - Rōmaji | Giapponese       | Italiano         |
| 114      | 1  | Un inizio silenzioso 「静かな始まり」 - Shizukana hajimari | 1º ottobre 2022  | 6 gennaio 2024   |
| 114      | 1  | La commissione di sicurezza ha ricevuto un indizio da Hawks sul coinvolgimento di un ospedale nelle operazioni del Fronte di Liberazione del Sovrannaturale. Ad ogni comandante del Fronte sono state assegnate delle truppe. Hawks è ancora infiltrato e sfrutta Twice per scoprire che l’obbiettivo del Fronte è attaccare contemporaneamente tutti i distretti principali per far cadere il Giappone nel caos e promuovere l’ascesa al potere del partito di Re-Destro. Intanto la polizia ha scoperto che il braccio destro di All For One e l’uomo dietro ai Nomu è Garaki Kyudai, conosciuto come Daruma Ujiko, e che la sua base operativa è l’ospedale di Jaku. Il piano contro il Fronte prende forma. Gli Hero si divideranno in due gruppi: la squadra di Endeavor attaccherà Jaku per catturare Garaki, mentre una seconda squadra capitanata da Edgeshot si dirigerà al quartier generale del Fronte. La maggior parte degli studenti della sezione Hero parteciperà al piano come supporto nella retroguardia. L’attacco coordinato ha inizio. L’avanguardia della squadra di Endeavor entra nell’ospedale di Jaku e trova Garaki immediatamente. Appena Eraser lo guarda, Garaki diventa molto più anziano, confermando i sospetti che abbia usato un quirk di rigenerazione sia sui Nomu neri che su All For One. Mentre Mirko va in avanscoperta, i Nomu si liberano dal loro nascondiglio per attaccare gli Hero e salvare Garaki, che si scopre essere solo una copia prodotta da Twice. In realtà quello vero si trova ancora nel suo nascondiglio a seguire il potenziamento di Shigaraki. Mirko parte all’attacco e trova Garaki subito prima che questi riesca a scappare. |                  |                  |
| 115      | 2  | Number Five Hero, Mirko 「No.5のミルコさん」 - Nanbā Faibu no Miruko-san | 8 ottobre 2022   | 6 gennaio 2024   |
| 115      | 2  | Mirko comunica agli altri Hero di aver trovato il vero Garaki e alcuni Nomu. Endeavor vorrebbe raggiungerla per aiutarla, ma deve prima aiutare gli altri Hero ad affrontare dei Nomu. Burnin avverte la retroguardia dei combattimenti all’interno dell’ospedale e ordina a tutti di cominciare le operazioni di evacuazione nelle zone loro assegnate. Crust corre ad aiutare Mirko che non è riuscita a fermare Garaki dall’attivare tutti i Nomu High End che erano nelle vasche. Gli High End attaccano Mirko e Crust dando modo a Garaku di fuggire per ultimare le ultime fasi del potenziamento di Shigaraki. Mirko combatte contro gli High End e riesce ad ucciderne uno. Nel frattempo la squadra di Edgeshot dà il via all’operazione contro il quartier generale del Fronte. Appena resosi conto dell’attacco, Skeptic capisce immediatamente che il traditore è Hawks a causa di quello che aveva sentito Twice dire a Hawks durante una conversazione sorvegliata. Kaminari, che è nell’avanguardia, riesce a salvare la prima linea di Heroes assorbendo l’energia elettrica del quirk di uno dei vicecomandanti. |                  |                  |
| 116      | 3  | One's Justice 「ワンズ ジャスティス」 - Wanzu Jasutisu | 15 ottobre 2022  | 13 gennaio 2024  |
| 116      | 3  | Al quartier generale del Fronte di Liberazione del Sovrannaturale è iniziata l’offensiva da parte degli Heroes. Questi fanno saltare gli accessi all’auditorium sotterraneo che danno sull’esterno. Nel frattempo, nell’auditorium, Trumpet e Re-Destro vengono a sapere dell’attacco degli Heroes. All’esterno, l’avanguardia si dà da fare per attaccare tutti i Villain e avanzare. Hawks cattura Twice e gli confessa il suo doppio gioco. Twice, animato dalla frustrazione per essersi fidato di nuovo della persona sbagliata, si ribella alla trappola di piume di Hawks. All’esterno Suneater, Fat Gum e Tsukuyomi combattono per prendere il controllo di uno degli accessi principali all’auditorium. Tsukuyomi scatena Dark Shadow con la tecnica Ragnarok, che neanche il quirk di Re-Destro riesce a fermare, e fa breccia nel tunnel segreto che porta all’auditorium. Dark Shadow avverte però la presenza di qualcuno di molto forte: Gigantomachia. Fat Gum lo rassicura dicendogli che senza un ordine diretto, Gigantomachia non si muoverà, e i due si allontanano dal campo di battaglia. Hawks nel frattempo combatte contro le copie di Twice e prende facilmente il sopravvento, ma mentre sta per ucciderlo, arriva Dabi a fermarlo con il suo quirk. Hawks tenta di salvare Twice dalle fiamme di Dabi, ma Twice lo blocca con una delle sue copie e urla a Dabi di finirlo. Hawks riesce a salvarsi sfruttando le fiamme di Dabi per uscire dall’edificio e ritentare un attacco. Dabi chiama Hawks con il suo vero nome, cosa che Hawks non riesce a spiegare. Twice si scatena per salvare i suoi compagni villain, salvando Compress e Toga. Ma il Twice che ha salvato i suoi compagni è solo una copia, perché il vero Twice è morto nello scontro tra Dabi e Hawks. La copia si scusa con loro per il suo errore mentre inizia a svanire, e Toga l'abbraccia ringraziandola per averla salvata, mentre pensa che nonostante ciò che Hawks affermava, ha avuto una vita felice. |                  |                  |
| 117      | 4  | Eredità 「継承」 - Keishō | 22 ottobre 2022  | 13 gennaio 2024  |
| 117      | 4  | Fat Gum riunisce gli studenti della sezione hero che erano nell’avanguardia e li porta nelle retrovie. Dabi incolpa Hawks di aver ucciso Twice e gli brucia le ali. In un flashback un piccolo Hawks viene convinto ad essere sottoposto ad un allenamento speciale per diventare un eroe come pochi, a patto di poter diventare un hero come Endeavor, dal quale è stato salvato in passato. Nel presente, Hawks è a terra e chiede a Dabi chi lui sia. La risposta di Dabi lo sconvolge, mentre Dabi continua a parlare spiegando che non gli è mai importato nulla dell’Unione o di Shigaraki, e che l’unica cosa che vuole è portare a compimento la volontà di Stain. Nel frattempo, all’ospedale, Endeavor e altri Hero combattono contro i Nomu per farsi strada e andare in soccorso di Mirko, che se la sta vedendo da sola contro tre High End. Con una mossa evasiva, Mirko riesce a superare gli High End e raggiungere il dottore e Shigaraki. Prima di essere ferita da uno degli High End che l’ha inseguita, Mirko spacca la capsula dove Shigaraki stava subendo il potenziamento. In soccorso di Mirko arrivano finalmente gli altri Hero e Mic riesce a distruggere completamente la capsula di Shigaraki prima che Doc lo svegli. Shigaraki è in animazione sospesa e viene lasciato sotto la sorveglianza di X-Less, mentre Mic prende con se il dottore per fargli fermare i Nomu. Il dottore gli rivela che è lui l’autore della teoria del punto di singolarità dei quirk e che è sopravvissuto fino a 120 anni grazie al suo quirk che raddoppia la vitalità. Il dottore gli rivela anche che All For One ha passato il suo quirk originale a Shigaraki. Shigaraki nel frattempo si sveglia dalla sua animazione sospesa. |                  |                  |
| 118      | 5  | Destruction voltage 「破滅のボルテージ」 - Hametsu no Borutēji | 29 ottobre 2022  | 20 gennaio 2024  |
| 118      | 5  | Tokoyami arriva giusto in tempo per salvare Hawks prima che Dabi possa ucciderlo. Il cattivo tenta di mettere all'angolo gli eroi uccelli, ma Tokoyami è in grado di trarre vantaggio dal monologo di Dabi per sfuggire al fuoco e scappare con Hawks privo di sensi. Nel frattempo all'ospedale, Shigaraki uccide X-Less, gli ruba il mantello e scatena il suo Decadimento. L'effetto risultante continua a consumare l'intero ospedale, costringendo gli Hero a fuggire disperatamente; nel caos Crust finisce per sacrificarsi per salvare Eraser Head. In città, Deku riceve un avvertimento dal primo portatore di One For All del risveglio di Shigaraki, mentre il Decadimento inizia a diffondersi nella città e verso la squadra di evacuazione. Gli eroi, inclusi Deku e Todoroki, tentano di fermare l'onda ma falliscono, costringendoli a portare via i civili per evitare la loro morte. Burnin cerca di chiamare Endeavour o altri eroi, ma non riceve risposta, il che la manda nel panico. Nel rimanente cratere dell'ospedale lasciato alle spalle, Shigaraki scopre i quasi tutti rovinati proiettili che distruggono Quirk che Garaki stava ricreando, che sono stati distrutti da X-Less prima della sua morte. Una voce inizia a parlare nella sua testa, mentre usa un comunicatore per evocare a sé Gigantomachia, dichiarando che è ora di distruggere tutto. |                  |                  |
| 119      | 6  | Encounter 2 「エンカウンター2」 - Enkauntā 2 | 5 novembre 2022  | 20 gennaio 2024  |
| 119      | 6  | Alla villa, Tokoyami porta Hawks in salvo mentre i Pro Heroes e il Fronte di Liberazione continuano la loro battaglia. Toga usa il suo Quirk per trasformarsi in un altro eroe, dando inizio a una serie di omicidi infuriati per la morte di Twice, con Mr. Compress e Dabi che guardano di lato, proprio mentre la mano di Gigantomachia emerge da sotto. Nel frattempo a Jaku, Endeavor affronta Tomura, che è in grado di respingerlo facilmente con la sua nuova Super Rigenerazione, così come i Quirk extra di All For One. Nonostante ciò, una voce continua a chiamare Shigaraki dall'interno, dicendogli di prendere "One For All". Endeavor lo sente, che viene prontamente ascoltato dagli altri in comunicazione, incluso Deku. Rendendosi conto che Shigaraki ora lo sta inseguendo, cosa che riesce a fare grazie al Quirk Search rubato a Ragdoll, Deku torna in città lontano dagli sfollati, accompagnato da Bakugo, che intende sfruttare questa opportunità per vendicarsi di Shigaraki. per il suo precedente rapimento. Deku informa Endeavor che è lui il bersaglio di Shigaraki, costringendolo a usare i suoi Quirk per distruggere i loro dispositivi di comunicazione. Shigaraki appare all'improvviso davanti a Deku e Bakugo, pronto a rubare One For All, ma vengono salvati da Gran Torino. Endeavor e Ryukyu procedono ad attaccare fisicamente Shigaraki, cosa che ora possono fare grazie a Eraser Head che usa la sua Cancellazione su di lui, tuttavia sono scioccati nello scoprire che la sua nuova forza fisica a livello di All Might non è un Quirk ma il suo vero corpo fisicamente potenziato, proprio come i Nomu. Gran Torino dice a Deku e Bakugo di rimanere in disparte mentre gli Eroi gestiscono le cose, tuttavia tutti rimangono sbalorditi quando all'improvviso un gruppo di Nomu appare dal sottosuolo. |                  |                  |
| 120      | 7  | Disaster Walker 「災害ウォーカー」 - Saigai Wōkā | 12 novembre 2022 | 27 gennaio 2024  |
| 120      | 7  | Un elicottero del telegiornale riporta la devastante distruzione della città di Jaku, con All Might che osserva nervosamente. In città, Shigaraki è in grado di affrontare in modo efficiente gli attacchi di Endeavor e Ryukyu, mentre gli eroi che tentano di assistere sono costretti ad affrontare i Nomu appena risvegliati, i quali hanno la forza di un High-End ma privi di pensieri coerenti. Shigaraki cerca di sfruttare questa opportunità per uccidere Eraser Head, ma Deku arriva all'improvviso e lo affronta, dichiarando le intenzioni sue e di Bakugo di salvare il loro insegnante. Shigaraki spera di provare a catturare Deku e scappare, ma nel processo finisce per chiamarlo il suo "fratellino", sorprendendo i due. Si rende conto che la volontà del suo maestro persiste ancora all'interno del Quirk, rifiutandolo e dichiarando il suo desiderio di essere migliore di All For One. Gli hero procedono a sopraffare Shigaraki con i loro attacchi coordinati. Intanto alla Villa, Gigantomachia trasporta in spalla i suoi compagni nel tentativo di raggiungere Shigaraki; subito prima che lo faccia, Dabi chiede a Skeptic di portarlo con sé, progettando di usarlo per uno scopo specifico. Mt. Lady riesce a malapena a tenere a bada Gigantomachia, rallentandolo mentre viene spinta all'indietro. Midnight tenta di usare il suo Quirk per addormentare il mostro, ma viene ostacolata dagli attacchi di Dabi e Mr. Compress, che la fanno cadere a terra, ferendola. Contatta cosi Yaoyorozu e le dice di creare anestetici per addormentare il mostro, proprio mentre la loro chiamata viene interrotta. Con gli hero impegnati a combattere i villain e solo gli studenti rimasti, Yaoyorozu prende il comando, impartendo ordini ai suoi compagni di classe mentre si preparano a intercettare Gigantomachia. |                  |                  |
| 121      | 8  | Unione dei Villain VS Studenti dello Yuei 「敵連合vs雄英生」 - Viran Rengō bui esu Yūei sei | 19 novembre 2022 | 27 gennaio 2024  |
| 121      | 8  | Gli studenti guidati da Yaoyorozu lavorano insieme per preparare la loro trappola, riuscendo a bloccare con successo Gigantomachia nel terreno, con l'intenzione di iniettargli un sedativo in bocca per metterlo fuori combattimento. Tentano di avvicinarsi all'Unione ancora sulle sue spalle, ma vengono respinti dai villain, e letteralmente travolti dal mostro mentre cercano di sedarlo. Il fuoco di Dabi impedisce alla maggior parte di loro di avvicinarsi, ma usando il suo Quirk, Mina è in grado di correre per raggiungere i villain. Tuttavia, finisce per riconoscere Gigantomachia dal loro incontro durante la scuola media, ed esita quel tanto che basta per perdere il colpo. Gigantomachia quasi la schiaccia, ma viene salvata da Kirishima, che riesce ad arrampicarsi sulla gamba e con successo gli lancia in bocca la bomboletta sedativa di Mina. I Pro Heroes tornano in battaglia, ma tutti rimangono sbalorditi quando Gigantomachia inizia a trasformare il suo corpo. Nel frattempo, a Jaku, Shigaraki dichiara la sua convinzione su come gli hero salvano le persone abbandonando le loro famiglie, e che lui è il risultato del fatto che tutti loro ignorano i veri problemi della loro società. Si rifiuta di interrompere l'assalto e finisce per ferire gravemente Gran Torino, che in questo momento ricorda l'incidente in cui Nana abbandonò suo figlio per salvarlo, chiedendosi se quello che avevano fatto fosse giusto. Shigaraki tenta di inseguire Eraser Head, ma viene trattenuto da Deku e Ryukyu che usano tutta la loro forza. A loro insaputa, tuttavia, Shigaraki è in possesso di un proiettile distruggi di quirk e usa le sue dita per spararlo verso Eraser Head, colpendolo a una gamba. |                  |                  |
| 122      | 9  | Katsuki Bakugo: Rising 「爆豪勝己 : ライジング」 - Bakugō Katsuki: Raijingu | 26 novembre 2022 | 3 febbraio 2024  |
| 122      | 9  | Per fermare disperatamente gli effetti del farmaco, Eraser Head si taglia una gamba. Nonostante questo, Shigaraki riesce a raggiungere il suo viso, ferendogli uno dei suoi occhi, proprio mentre appare Shoto, che aveva seguito Deku e Bakugo, colpendolo con una montagna di ghiaccio, e ulteriormente respinto da Deku. Con Aizawa privo di sensi, il suo Quirk viene annullato e Shigaraki inizia a rigenerare tutte le sue ferite. Nel frattempo, la squadra di evacuazione sente della distruzione di massa causata da Gigantomachia mentre si dirige in modo spericolato direttamente verso il suo padrone, e può solo guardare con paura la devastazione lasciata dietro di sé. Shigaraki si prepara a finire tutti, solo che il suo corpo si apre improvvisamente, rendendosi conto di essere stato svegliato troppo presto. Deku capisce che, proprio come lui, il suo corpo non può resistere al potere di All For One. In questo momento, Deku sblocca il Quirk del settimo possessore dell'One For All: il Float di Nana Shimura, e combinato con Blackwhip trascina Shigaraki in aria e salva i suoi compagni. Procede a duellare con Shigaraki in aria da solo mentre gli hero si riprendono a terra, facendo diventare ansioso Bakugo, che ricorda una conversazione con All Might durante il loro allenamento precedente in cui Bakugo espresse le sue preoccupazioni riguardo a un mistero di uno dei possessori dell'One For All e ammise che il suo bullismo nei confronti di Deku derivava dal non comprendere il suo atteggiamento altruista e auto-sacrificale. Mentre Deku scatena tutta la potenza di One For All per sopraffare Shigaraki, nonostante i danni sul suo corpo, Bakugo e Shoto lanciano Endeavor in aria, così da poterlo finire definitivamente con una Prominence Burn. Mentre brucia, Shigaraki vede All For One tendergli la mano e chiedergli di poter usare il suo corpo. Endeavor si rende conto di aver fallito. Un Shigaraki posseduto da All For One si scaglia contro Midoriya, ma Bakugo si muove senza pensare e fa da scudo a Midoriya con il suo corpo. |                  |                  |
| 123      | 10 | La persona dentro di noi 「僕らの中の人」 - Bokura no naka no hito | 3 dicembre 2022  | 3 febbraio 2024  |
| 123      | 10 | Dopo aver visto Bakugo essere pugnalato, Deku scatta e in preda alla rabbia attacca "Shigaraki", che sfrutta l'opportunità per coglierlo di sorpresa e toccargli il viso, iniziando a rubare One For All. Deku appare improvvisamente nel mondo vestigia di One For All dove deve affrontare Shigaraki e All For One, che ha iniziato a fondersi nel corpo del primo nonostante la sua resistenza; a causa dell'impossibilità di muoversi nel mondo, Deku è supportato da Shimura. All For One presenta Shigaraki a sua nonna e rivela che una parte della coscienza di una persona risiede nei fattori Quirk, spiegando come i predecessori di Izuku risiedano ancora nei Quirk. Shigaraki inizia a cercare di erodere tutto One For All, così come lo stesso All For One, ma vengono respinti dal fratello minore di All For One. All For One tenta di screditare Deku per i suoi fallimenti, ma suo fratello lo difende. Midoriya e Shigaraki escono da One For All e Midoriya ha ancora i suoi quirk, ma entrambi svengono. Gigantomachia continua a muoversi attraverso le città ed è ormai vicino a Shigaraki. Toga si stacca dal resto del gruppo per andare dai ragazzi della 1A e attira Uraraka in una trappola. |                  |                  |
| 124      | 11 | Dabi Dance 「ダビダンス」 - Dabi Dansu | 10 dicembre 2022 | 10 febbraio 2024 |
| 124      | 11 | Shoto salva Deku, Bakugo ed Endeavor dalla caduta, ma sono tutti scioccati nel vedere Shigaraki ancora in piedi, rifiutandosi di ascoltare le parole di All For One di ritirarsi. Nejire e Iida arrivano per avvertire gli altri della furia imminente di Gigantomachia, con la prima che assiste Shoto nella lotta contro Shigaraki, mentre il secondo aiuta a scortare via gli hero feriti. Nel frattempo Ochaco e Toga continuano a litigare nella casa abbandonata. Toga rivela di essere stata in grado di usare il Quirk di Ochaco ed è stata in grado di uccidere qualcuno usandolo, cosa che la terrorizza. Si rende anche conto che anche a Ochaco piace Deku, provocando una zuffa per il suo regalo di Natale. Ochaco dice a Toga che se continua a sconvolgere la vita delle persone dovrà affrontarne le conseguenze, cosa a cui risponde con le lacrime agli occhi. Tsuyu sembra aiutare Ochaco, ma Toga riesce a scappare, con Ochaco che si chiede perché abbia iniziato a piangere; con la sua risposta, Toga si prepara a riunirsi con i suoi compagni. Gigantomachia finalmente arriva alla posizione di Shigaraki e lo salva proprio mentre perde i sensi per via degli attacchi di Shoto e Nejire. Dabi poi si svela sulla schiena del mostro, lavandosi via la tintura dai capelli e rivelando il suo vero nome: Toya Todoroki. Allo stesso tempo, Skeptic entra in tutte le televisioni del paese che trasmettono la confessione di Dabi, in cui rivela la sua discendenza come figlio maggiore di Endeavor e il suo passato violento nella ricerca del potere. Endeavor e Shoto sono inorriditi dalla rivelazione, mentre Dabi si rallegra nel mandare in onda tutti i panni sporchi, inclusi gli omicidi di Twice e Best Jeanist da parte di Hawks, il cui padre è un criminale che Endeavor aveva catturato. Endeavor rimane assolutamente senza parole, pensando al suo passato in cui ha cresciuto Toya come suo successore e alla sua presunta morte, e Dabi si prepara a finire tutti con il suo Prominence Burn. Ma all'improvviso, lui e gli altri villain vengono trattenuti da cavi metallici provenienti dal cielo, mentre Best Jeanist entra in battaglia. |                  |                  |
| 125      | 12 | Fili di speranza 「一縷の希望たち」 - Ichiru no Kibō-tachi | 17 dicembre 2022 | 10 febbraio 2024 |
| 125      | 12 | Oltre ad aver fermato l'attacco di Dabi, Best Jeanist riesce anche a bloccare tutti i villain, e Gigantomachia, con il suo quirk. Spinner tenta di svegliare Shigaraki per dare un ordine a Gigantomachia, e prima che Nejire colpirli, Dabi la brucia con il suo fuoco, fuggendo dalle sue restrizioni coprendo tutto il suo corpo in fiamme. Ripensando al suo passato, Shigaraki riesce a malapena ad incitare nuovamente Machia e costringendo Jeanist a mantenere la presa sul gigante. In quel momento, molti degli High-End attaccano Jeanist. Deku si lamenta di non essere in grado di fare nulla a causa del suo corpo spezzato quando all'improvviso Mirio ritorna, salvando Jeanist colpendo via il Nomu; il giorno precedente aveva chiesto a Eri di usare il suo Quirk di riavvolgimento su di lui in modo che potesse riprendere il Quirk e unirsi alla battaglia, cosa che anche lei accetta felicemente. Riceve assistenza da Iida, Nejire e Bakugo, con quest'ultimo che rivela al suo vecchio mentore il suo nome da eroe: "Dynamight"; nome che è accolto con disprezzo da tutti tranne Mirio. Nel frattempo, Shoto tenta di combattere suo fratello ma si ritrova sopraffatto dal suo fuoco e dalla sua follia, mentre il padre resta immobile a terra. Deku interviene nella loro lotta usando Blackwhip dalla bocca, dicendo a Dabi che non è Endeavor. Dopo un improvviso tintinnio nella sua testa, Gigantomachia si libera dalle fibre, ma stimolato dalle parole di Deku, Endeavor usa le sue ultime forze rimaste per colpire Machia, che improvvisamente perde i sensi a causa dell'anestetico che gli studenti hanno somministrato, finalmente entrato in vigore. Mentre la guerra raggiunge il suo culmine, Mr Compress dichiara che lui e i suoi compagni di squadra non hanno raggiunto i loro obiettivi e non hanno ancora finito. |                  |                  |
| 126      | 13 | Last Stage 「ラストステージ」 - Rasuto Sutēji | 24 dicembre 2022 | 17 febbraio 2024 |
| 126      | 13 | Non dovendo più tenere a bada Gigantomachia, Best Jeanist può ora concentrarsi sui membri dell’Unione, mentre gli altri Heroes combattono i Nomu. Lo scontro tra Dabi, che usa le stesse mosse per padre, e Shoto, continua. Dopo un flashback di sei mesi prima sui membri dell’Unione, Compress decide di sacrificarsi per salvare i suoi compagni, scavando parti del suo stesso corpo, grazie al suo quirk, per sottrarsi alle corde di Best Jeanist. Usa poi il suo quirk per comprimere Dabi e liberare Spinner e Shigaraki. Nel frattempo, Midoriya viene svegliato dalla voce del primo possessore e percepisce nuovamente una forte pressione alla testa. Capisce così di aver acquisito il quirk del quarto possessore, Percezione del Pericolo, ed essendo la prima volta che usa il nuovo quirk, questo lo pervade e lo fa svenire di nuovo. Compress si lancia in un ultimo attacco per guadagnare tempo e permettere a Spinner di svegliare Shigaraki, ma viene fermato da Lemillion. Spinner vede una delle mani dei familiari di Shigaraki tra i suoi vestiti e, sperando di svegliarlo, gliela appoggia sul viso. A svegliarsi però non è Shigaraki, ma All For One, che preso possesso del suo corpo, richiama a sè i Nomu e decide di abbandonare la battaglia, visto che Shigaraki è stato battuto. Tutti gli Heroes rimasti in piedi si lanciano in un ultimo disperato attacco per impedire che i Villain scappino. Tutti gli attacchi vengono facilmente respinti da All For One, compreso quello di Midoriya, e i villain riescono a scappare trasportati dai Nomu, lasciando indietro Gigantomachia, Compress e Toga come punizione per il fallimento di Shigaraki. Con la distruzione e il caos in tutto il campo di battaglia, Deku pensa che anche dopo tutte le cose terribili che Shigaraki ha fatto, quando lo ha visto sopraffatto e preso sotto il controllo di All For One, sembrava qualcuno che avesse bisogno di aiuto. |                  |                  |
| 127      | 14 | Un vero inferno 「極々、地獄」 - Gokukoku, Jigoku | 7 gennaio 2023   | 17 febbraio 2024 |
| 127      | 14 | Prima dell'inizio della guerra, un clone di Re-Destro creato da Twice viene invitato alla Commissione di Pubblica Sicurezza degli Hero per un'operazione congiunta, che si rivela un'imboscata per il suo arresto. Il clone procede su tutte le furie prima di dissolversi, uccidendo diversi hero tra cui la Presidente della Commissione di Pubblica Sicurezza. Nel periodo successivo alla Guerra, tutti i feriti vengono portati negli ospedali per riprendersi. Tra i villain arrestati ci sono il dottor Garaki, che viene prontamente interrogato dalla polizia, Compress che viene portato in ospedale per le ferite riportate, Gigantomachia che viene trasportato in aereo, Re-Destro e Geten che vengono sconfitti in battaglia, così come oltre 16.000 membri del Fronte di Liberazione e alcuni Pro Heroes che li hanno sostenuti. Tuttavia, "Shigaraki", la maggior parte dei Nomu, Spinner, Dabi, Skeptic e altri 132 soldati del fronte riescono a scappare e anche Toga risulta dispersa in azione. Nei resti della città lasciata dalla distruzione di Gigantomachia, Ochaco e Tsuyu aiutano gli hero e la polizia rimasti ad aiutare e salvare quanti più civili feriti e in difficoltà possibile. Tuttavia, le perdite si rivelano troppo schiaccianti al punto che alcuni hero pensano di ritirarsi, credendo che il lavoro non valga più la pena. Allo stesso tempo, gli studenti scoprono il cadavere di Midnight, piangendo in lacrime la loro insegnante e gli altri hero caduti. Nel frattempo, molti altri civili continuano a reagire alla confessione di Dabi, chiedendosi come reagirà Endeavor. Quella notte, All For One all'interno di Shigaraki ordina al Nomu di assaltare il Tartarus per liberare il suo corpo principale. |                  |                  |
| 128      | 15 | Tartaros 「タルタロス」 - Tarutarosu | 14 gennaio 2023  | 24 febbraio 2024 |
| 128      | 15 | A Tartarus, All For One aspetta che i Nomu arrivino a liberarlo. I Nomu si avvicinano all'ingresso di Tartarus accompagnati da Shigaraki/All For One, e si fanno facilmente strada all'interno della prigione. Tartarus entra in allarme rosso per contrastare l'invasione, ma le misure di sicurezza messe in atto non bastano a fermare l'avanzata dei villain. Shigaraki cerca di ribellarsi alla possessione e al controllo da parte di All For One, ma senza alcun successo. Shigaraki/All For One usa il nuovo quirk che emette onde radio per mettere fuori uso i sistemi elettrici da fuori, e usa il suo corpo all'interno della prigione per usare uno dei suoi quirk e liberarsi dalla sua cella. Il villain Muscular riesce a sfondare il muro e ad entrare nella sala di controllo di Tartarus mentre tutti gli altri prigionieri usano i loro quirk per liberarsi e tentare la fuga. Anche Overhaul viene liberato. Poche ore dopo l'attacco a Tartarus, All For One, riuscito a fuggire con il suo corpo, attacca altre sette prigioni liberando moltissimi villain prigionieri. Il corpo di Shigaraki è sempre controllato da All For One, che vuole diventare un Re Demone. All'ospedale, Bakugo si sveglia e viene raggiunto da Mineta e altri compagni di classe, ai quali chiede subito come stiano gli altri e cosa sia successo. Gran Torino ed Eraser Head sono ancora vivi, ma in condizioni critiche. Endeavor partecipa a un intervento chirurgico mentre l'ospedale è circondato dai manifestanti. Shoto riflette su Dabi e giunge alla conclusione che deve essere lui a fermare il fratello, mentre nella sua stanza arrivano i suoi fratelli e sua madre. Bakugo, saputo che Midoriya è l'unico a non essersi svegliato, cerca di andare da lui. |                  |                  |
| 129      | 16 | L'inferno di casa Todoroki 2 「地獄の轟くん家 2」 - Jigoku no Todoroki-kun-chi 2 | 21 gennaio 2023  | 24 febbraio 2024 |
| 129      | 16 | Quando era bambino, Hawks viveva in una famiglia povera e violenta. Suo padre era un criminale che fuggì con sua madre dopo aver ucciso qualcuno, avendo inavvertitamente avuto un figlio, che trattava terribilmente. Keigo guardava i notiziari di Heroes, li credeva una fantasia, aggrappandosi alla sua bambola di Endeavor come unica fonte di felicità. Un giorno, suo padre viene arrestato da Endeavor, rinvigorendo nel ragazzo la speranza che gli hero esistano davvero. Lui e sua madre vengono lasciati per strada, mentre lei lo implora di usare le sue ali per fare qualcosa. Dopo che Keigo ha salvato alcuni civili da un incidente, vengono avvicinati dalla Commissione per la Pubblica Sicurezza, che recluta Keigo come hero e tagliando anche tutti i legami con il nome "Takami" per entrambi. Nel presente, Best Jeanist e Hawks attraversano la città, dove spiegano come sono riusciti a mettere Best Jeanist in uno "stato simile alla morte" per ingannare Dabi prima che venisse rianimato. Best Jeanist ferma un gruppo di delinquenti per strada dove scopre che la polizia è troppo impegnata a radunare i detenuti evasi e che gli uffici degli hero nelle vicinanze hanno chiuso facendo notare loro quanto la fede negli hero sia diminuita. Arrivano a casa della madre di Hawks dove trova una sua lettera che spiega come Dabi aveva mandato degli uomini per costringerla a rivelare il suo passato, e che lei è fuggita per non causargli più problemi. Hawks si lamenta del suo fallimento nel salvare sua madre e invece di scappare dal suo passato, e dichiara la sua intenzione di fare quello che vuole fare ora e aiutare Endeavor. Molti hero cominciano a ritirarsi e la responsabilità di tutta questa situazione viene messa sulle spalle di Endeavor, appena uscito dalla sala operatoria. Endeavor riflette su quanto accaduto e si rende conto che non può combattere contro il suo stesso figlio, e che come eroe è finito. La famiglia di Endeavor si riunisce per parlare di quanto accaduto. |                  |                  |
| 130      | 17 | Gestire male il fuoco 「火の不始末」 - Hi no Fushimatsu | 28 gennaio 2023  | 2 marzo 2024     |
| 130      | 17 | I Todoroki ricordano la loro storia passata che li ha portati a questo momento. Enji e Rei avevano scoperto che mentre Toya possedeva un Quirk del fuoco più potente di quello di suo padre, aveva la costituzione di sua madre, che lo rendeva resistente al ghiaccio ma debole al suo stesso fuoco. Nel tentativo di proteggerlo, Enji interruppe ogni addestramento con Toya e decise di avere più figli per fargli perdere la sua determinazione. Shoto nacque con la combinazione di Quirk desiderata da Enji, con sua gioia e devastazione di Toya. Dopo un incidente in cui Toya ebbe un crollo nervoso e quasi attaccò Shoto, Enji bandì ogni interazione tra Shoto e gli altri fratelli. All'età di 13 anni, Toya continuò a diventare sempre più distante emotivamente con i suoi fratelli e sua madre, mentre allenava anche il suo Quirk al punto che il suo fuoco passava dal rosso al blu. Voleva mostrare a suo padre i suoi progressi, ma quando si rese conto che il figlio aveva continuato il suo allenamento, un furioso Enji sfogò la sua rabbia su Rei. Ciò raggiunse il punto di rottura, provocando l'incidente dela bruciatura di Shoto e il suo ricovero in ospedale, seguito poco dopo dalla presunta morte di Toya quando il suo Quirk si sovraccaricò e bruciò l'intera montagna. Nel presente, Rei dichiara a Endeavor che non è lui quello che soffre di più, e tutti loro hanno un piccolo peso nella caduta di Toya, quindi lo aiuteranno insieme ad affrontarlo. Poi arrivano Hawks e Best Jeanist, che raccontano a Endeavor lo stato attuale del mondo e richiedono una squadra per aiutare a risolvere insieme i loro problemi. Hawks poi gli chiede di "One For All", poiché la menzione di Endeavor durante la battaglia con Shigaraki si è diffusa al pubblico ponendo domande, portandolo a parlare loro di Midoriya. Nel frattempo, All Might continua a vegliare su Midoriya da solo, sapendo che al momento sta conversando con i precedenti possessori di One For All. |                  |                  |
| 131      | 18 | Izuku Midoriya e Tomura Shigaraki 「緑谷出久と死柄木弔」 - Midoriya Izuku to Shigaraki Tomura | 4 febbraio 2023  | 2 marzo 2024     |
| 131      | 18 | Izuku si risveglia nel mondo delle vestigia di One For All, dove incontra tutti gli otto predecessori di One For All (con il secondo e il terzo possessore rivolti lontano da lui). Il primo rivela che tra la maggiore crescita del potere di One For All e l'intervento di All For One, ora sono liberamente in grado di comunicare tra loro e con Izuku. Il quarto possessore e utilizzatore di Danger Sense, Hikage Shinomori, si presenta a Izuku, mentre discutono con lui sulla vera natura di One For All. Rivela di essere morto all'età di 40 anni a causa della "vecchiaia", dopo aver tenuto One For All per 18 anni. Consapevoli che All Might ha detenuto il potere per 40 anni, determinano che il One For All riduce notevolmente la durata della vita di coloro che già possiedono un Quirk e, poiché All Might era senza Quirk, è stato salvato da questo fardello. A causa di questa rivelazione, suppongono che a causa dell'aumento del potere del Quirk e della diminuzione della popolazione dei senza Quirk, Izuku potrebbe essere l'ultimo possessore. Nana quindi affronta Izuku, chiedendogli se è deciso a uccidere Shigaraki, affermando che All For One intende usare la sua intensa rabbia per sopraffare e infine rubare One For All, cosa che non è riuscito a fare in passato, e avvertendolo che potrebbe non essere più salvabile e trasformarsi in un mostro inarrestabile. Izuku è convinto di aver visto un ragazzino piangere all'interno di Shigaraki durante il loro incontro, e che All Might gli ha mostrato che One For All è un potere pensato per salvare, non per uccidere, quindi, anche se è deciso a farlo se necessario, vuole provare a salvarlo prima. I predecessori accettano la sua visione mentre Nana scoppia in lacrime, scusandosi per averlo messo alla prova. Di nuovo fuori, Hawks e Best Jeanist affrontano All Might riguardo One For All e, rendendosi conto che non può più mantenere il segreto, rivela loro tutto. Diversi giorni dopo, Endeavor, Hawks e Best Jeanist organizzarono una conferenza stampa cui confermano al pubblico le accuse di Dabi e informano del loro piano per trasformare la Yuei in una struttura di evacuazione per proteggere i civili. Allo stesso tempo, Izuku consegna lettere a tutti i suoi compagni di classe, rivelando la verità su One For All e All For One, e lascia la scuola. |                  |                  |
| 132      | 19 | A piena potenza!! 「全力!!」 - Zenryoku!! | 11 febbraio 2023 | 9 marzo 2024     |
| 132      | 19 | Grand e Turtle Neck sono di ronda alla ricerca di un criminale evaso e per evacuare i pochi civili rimasti. I due si dirigono verso un edificio dove alcuni civili si sono rifugiati, ma questi rifiutano di evacuare la zona in quanto non si fidano più degli Heroes e preferiscono proteggersi da soli. Poco dopo incontrano l'evaso Muscular, che Yo tenta di respingere mentre Tatami va a proteggere i civili. Yo viene bloccato, ma anche dopo aver usato il suo Quirk alla massima potenza, Muscular ha il sopravvento e quasi lo uccide, finché Deku, incappucciato e coperto da un fumo viola, appare a salvarlo. Muscular lo riconosce dal loro combattimento nella foresta e si prepara a combatterlo. Deku consegna Yo privo di sensi a Tatami e rientra nel combattimento. Il sesto possessore En lo avverte di non abusare del suo Quirk Smokescreen mentre Deku usa il suo nuovo arsenale di abilità ed esperienza per prendere il sopravvento su Muscular. Tenta di ragionare con lui, chiedendogli perché causa problemi, ma Muscular dichiara che tutto ciò che gli interessa è la distruzione sfrenata. Approfittando del fatto che le sue fibre muscolari sono state danneggiate da Yo, Deku lo prende a pugni con un Detroit Smash, facendogli perdere i sensi. Mentre Deku porta Muscular in prigione, i civili accettano di evacuare con gli studenti di Ketsubutsu, non volendo che nessun altro si faccia male. Deku si riunisce temporaneamente con All Might prima di partire per affrontare la prossima minaccia. Diversi giorni prima in ospedale, Izuku si svegliò per apprendere che le ferite sul suo corpo non erano così fatali come inizialmente credevano a causa della maggiore forza nel suo corpo. Lui e All Might poi raccontano a Inko la verità dietro One For All, con Izuku che dice che non tornerà alla scuola per proteggere tutti da Shigaraki che lo prende di mira. Conforta la madre in lacrime dicendole che tornerà da lei, con All Might che dice che rimarrà al suo fianco. Decidono di collaborare con Endeavor, Hawks e Best Jeanist, usando Izuku come esca per attirare i villain fuori dal nascondiglio. Prima di lasciare l'ospedale, Izuku fa visita a Gran Torino che gli dice che uccidere può essere un modo per salvare e gli porge il suo mantello. |                  |                  |
| 133      | 20 | Sicario 「刺客」 - Shikaku | 18 febbraio 2023 | 9 marzo 2024     |
| 133      | 20 | Deku salva una donna mutante che viene attaccata da civili in preda al panico che credono che sia una villain, facendola scortare da All Might in salvo. Mentre osserva la città con i suoi predecessori, ripensa alla conversazione con le vestigia quando il primo possessore Yoichi richiede l'aiuto del Secondo e del Terzo possessore per assistere Deku. Rivelano che provenivano dall'era in cui All For One era all'apice del suo potere e facevano parte di una resistenza che combatteva contro di lui, incapace di essere d'accordo con le convinzioni idealistiche di Deku. Tuttavia, Yoichi ricorda loro come lo avevano salvato dalla cattura di All For One, piuttosto che ucciderlo come avrebbero fatto originariamente, e questo è ciò che ha permesso a One For All di crescere in primo luogo. Alla fine sono convinti di seguirlo al suo fianco. Più tardi, dopo essersi preso cura di alcuni ladri, Endeavor viene criticato dai civili che protestano per i suoi fallimenti e per aver continuato a mantenere i segreti. Endeavor, Hawks e Best Jeanist procedono a discutere i piani di All For One, credendo che intenda controllare completamente il corpo di Shigaraki prima di inseguire Deku, e supponendo che abbia bisogno dell'odio di Shigaraki per rubare One For All. Proprio in quel momento, il GPS di Deku si spegne mentre l'auto di All Might viene attaccata da un fumogeno. Si scopre che il suo telefono è stato preso di mira dall'ex Pro Hero della Commissione di Pubblica Sicurezza Lady Nagant, una delle fuggitive del Tartarus inviate da All For One per catturare Deku. Usa il suo Quirk Rifle per sparargli da lontano, facendolo girare per la città e tentando di evadere e difendersi. Lady Nagant è accompagnata da Overhaul, che aveva salvato dal Tartarus, dicendogli di nascondersi. Un flashback mostra che Nagant ha accettato con riluttanza la richiesta di All For One venendo a conoscenza dell'idealismo palese di Deku riguardo alla società degli eroi e ha accettato il pagamento sotto forma di un secondo Quirk chiamato Air Walk. |                  |                  |
| 134      | 21 | La bellissima Lady Nagant 「麗しきレディ・ナガン」 - Uruwashiki Redi Nagan | 25 febbraio 2023 | 17 marzo 2024    |
| 134      | 21 | All Might viene messo alle strette da due delinquenti, spaventati dalla sua assoluta tenacia che si rifiuta di lasciarsi alle spalle Deku. Deku attraversa la città per raggiungere la posizione di Lady Nagant solo per essere colto di sorpresa da altri proiettili provenienti da dietro di lui, rendendosi conto che le è stato dato un Quirk extra da All For One per attirarlo più vicino a lei. Senza altra scelta, Deku scatena Smokescreen a terra e inizia ad accumulare energia nelle sue gambe, che il terzo utente riconosce come lui usando il suo Quirk Fa Jin. Lo avverte di usarlo poiché non ha esperienza, ma riesce con successo a far finta di Nagant nel fumo e usare l'aumento di energia per esplodere attraverso un edificio e afferrarla. Lui chiede di sapere perché segue All For One nonostante originariamente fosse una Pro Hero, e mentre lei continua a sparargli, lei spiega la sua storia. Era un'assassina inviata dalla Commissione per uccidere gli hero corrotti che approfittavano del sistema, così come i villain prima che commettessero qualsiasi crimine. Tutto il sangue sulle sue mani iniziò a divorarla mentalmente, considerando tutto ciò che riguardava la loro società come una farsa. Quando ha affrontato il suo superiore riguardo a questo, lui l'ha minacciata di silenzio, quindi lei lo ha ucciso per rappresaglia. Questo incidente è stato nascosto dicendo che aveva ucciso un altro hero in una disputa. In risposta, Deku ammette che non è tutto così in bianco e nero come inizialmente credeva, ma è per questo che intende comunque dare una mano. Per prenderlo alla sprovvista, Nagant punta improvvisamente il suo fucile verso Overhaul, che le aveva fornito informazioni su chi fosse Deku per poterlo portare dal suo capo, e gli spara, ma senza esitazione, Deku usa il potere di Fa Jin per diventare più veloce di un proiettile, spingendolo via e usa la sua forza rimanente per sconfiggere Nagant. La salva dalla caduta, chiedendole di unirsi alla loro lotta, credendo che abbia ancora il cuore di un hero dentro di sé. Ma prima che possa rispondere, il suo corpo esplode improvvisamente dall'interno a causa di un dispositivo di sicurezza rimasto dentro di lei. Hawks arriva giusto in tempo per salvarla. Con le ultime forze rimaste, Nagant racconta agli hero della posizione di All For One. Dopo averlo sentito sbraitare chiedendo scusa al suo capo, Deku dice che seguirà la promessa di Nagant se mostrerà lo stesso rimorso anche a Eri. Quando vede il corpo carbonizzato di Nagant, la rabbia verso All For One inizia a gonfiarsi all'interno di Deku. |                  |                  |
| 135      | 22 | Amici 「友だち」 - Tomodachi | 4 marzo 2023     | 17 marzo 2024    |
| 135      | 22 | Deku e gli hero irrompono nel nascondiglio di All For One, solo per trovarlo abbandonato. Una registrazione lasciata da All For One schernisce Deku per i suoi fallimenti, dicendogli che è "il suo turno", prima di far autodistruggere la villa. Gli hero si riuniscono di nuovo per discutere le loro opzioni, a causa della diminuzione del numero di hero rimasti disponibili. Nel frattempo, Deku affronta rapidamente il secondo sicario mentre All Might tenta disperatamente di convincerlo a riposare. Deku crede che dal momento che può praticamente usare One For All al 100% senza contraccolpi, non deve più vegliare su di lui e All Might può solo guardare con devastazione mentre Deku vola via, lasciandolo indietro. Nei giorni successivi, Deku viaggia instancabilmente per la città, salvando chiunque possa, ignorando il consiglio degli hero e dei predecessori di One For All di prendersela comoda. Per questo motivo, Deku inizia ad assumere un aspetto più mostruoso con i civili spaventati da lui e voci che circolano secondo cui è un Nomu, eppure si rifiuta di fermarsi, tutto così che lui e tutti quelli a cui tiene possano sorridere di nuovo. Comincia a crollare a Kamino dove affronta un altro sicario chiamato Dictator che usa il suo Quirk per attaccare Deku usando i civili vicini. A causa della stanchezza, Deku non è in grado di combattere e viene sopraffatto dalla folla finché non viene salvato da Bakugo che mette fuori combattimento Dictator. Dopo aver ricevuto le lettere di Deku, la classe scopre che Deku e All Might stanno lavorando con Endeavor e usa Nezu per convocarlo a scuola per confermarlo. Dichiarano il loro desiderio di aiutare il loro compagno di classe nel momento del bisogno e Nezu approva che scendano in strada per riportarlo indietro. La classe affronta Deku, che rifiuta di arrendersi e chiede di togliersi di mezzo, preparandosi a combattere. |                  |                  |
| 136      | 23 | Deku VS Sezione A 「デクvsA組」 - Deku Bāsasu Ē-gumi | 11 marzo 2023    | 23 marzo 2024    |
| 136      | 23 | Deku tenta di scappare dai suoi compagni di classe, quindi tutti cercano di trattenerlo. Ogni studente ricorda a Deku qualcosa che aveva fatto o detto loro in passato e quanto significa per loro la loro amicizia. Deku si rifiuta di ascoltare perché non vuole che vengano coinvolti nella sua battaglia contro All For One e si facciano male, come suo modo di "proteggerli". Dopo che quasi tutti i loro tentativi di parlare o inchiodarlo falliscono, i ragazzi combinano tutte le loro abilità per creare un'enorme rampa che usano per lanciare Ida nel cielo a velocità vertiginosa, raggiungendo Deku e afferrandogli la mano. Ida ripete quello che Deku gli aveva detto in passato quando lo aveva salvato, cioè che aiutare senza che gli venga chiesto è l'essenza di un hero, facendo sì che Deku inizi a cedere alla sua stanchezza. A terra, cerca ancora una volta di mantenere le distanze da tutti, ma Bakugo lo affronta, ammettendo il motivo per cui lo ha maltrattato in passato. Si scusa sinceramente per tutto ciò che ha detto e fatto, dicendogli che la classe non vuole rifiutare chi è, ma sostenerlo per aiutare a salvare tutti. Deku alla fine si arrende e si scusa prima di svenire. Si sveglia di fronte alla scuola, ormai pesantemente fortificata, solo per essere accolto da una folla di civili arrabbiati che chiedono a Deku di non entrare, consapevoli che è lui il ragazzo che Shigaraki sta cercando. Deku sta per andarsene, ma viene fermato da Ochaco. |                  |                  |
| 137      | 24 | La supplica di una ragazza 「未成年の主張」 - Miseinen no Shuchō | 18 marzo 2023    | 23 marzo 2024    |
| 137      | 24 | I civili protestano contro l'ingresso di Izuku, credendo che la sua presenza metterà in pericolo tutti nella scuola. Beast Jeanist cerca di spiegare tutto per fargli capire, ma le sue parole non fanno altro che rendere la folla ancora più ansiosa per i fallimenti degli hero, stressando Izuku. Ochaco quindi afferra il megafono e fluttua sopra la Yuei, pronunciando un discorso in cui implora i civili di lasciare riposare Izuku perché anche gli hero meritavano di essere salvati. Di conseguenza, i civili iniziano a vedere quanto sia malconcio e stanco Izuku e alla fine del suo discorso, Izuku crolla in ginocchio in lacrime, confortato da Kota e dalla donna mutante che ha salvato in precedenza. Uno dei civili parla al resto della folla, ammettendo quanto siano stati simili agli spettatori nel modo in cui hanno trattato gli hero e che dovrebbero fare la loro parte per aiutare in qualche modo. Dopo che Izuku dichiara che riporterà il mondo com'era, i civili lo accettano mentre viene scortato all'interno. Nel frattempo, Nezu parla con Aizawa in convalescenza all'Ospedale Centrale, rivelando che avevano trasferito Kurogiri sul posto dopo la scoperta che era il Nomu di Shirakumo, tentando di risvegliarlo. Fuori dalla scuola, All Might se ne va, pensando alla sua influenza sullo stato attuale di Izuku, nel frattempo Stain continua a seguirlo. |                  |                  |
| 138      | 25 | Legami 「つながるつながる」 - Tsunagaru Tsunagaru | 25 marzo 2023    | 2 aprile 2024    |
| 138      | 25 | All Might arriva sul luogo della sua battaglia finale a Kamino, lamentando il suo fallimento come insegnante ed hero, quando viene affrontato da Stain. Anche dopo avergli rivelato brevemente la sua forma muscolare per confermare la sua identità, Stain si rifiuta di credere che lui sia il "vero All Might". Quando All Might spiega i suoi sentimenti sull'incapacità di fare la differenza a causa dello stato del mondo, Stain gli mostra una giovane ragazza che esce tutti i giorni per pulire la statua di All Might dal suo vandalismo; l'ultima persona che All Might ha salvato durante la battaglia. Stain gli dice che non è stato il potere a rendere grande All Might, ma la sua capacità di ispirare gli altri e la loro volontà a mantenere accesa la sua fiamma, queste parole che iniziano a commuovere All Might. Stain se ne va prontamente, consegnando ad All Might un disco dati che aveva recuperato dal Tartarus, dicendogli di ucciderlo quando sarà il momento giusto. Alla Yuei, i ragazzi fanno fare a Izuku un rapido bagno nella vasca da bagno, dove Bakugo dichiara nuovamente, anche dopo le sue scuse, di vedere ancora tutti come suoi rivali. Dopo aver ripulito, All Might arriva per scusarsi con Izuku, dicendo a tutti che hanno ricevuto informazioni che indicano che la battaglia finale avverrà presto, tornando fuori per prepararsi. Izuku finalmente si addormenta e il resto dei suoi compagni di classe dichiarano che faranno di tutto per riportare indietro il mondo. All Might incontra Naomasa Tsukauchi e le forze di polizia dove decodificano le informazioni dal Tartarus. Le onde radio rivelano una conversazione tra Tomura e All For One, che rivelano che Tomura sarà completo in soli tre giorni. All Might richiede assistenza immediata agli hero stranieri, e la hero numero uno degli Stati Uniti, Star and Stripe, si fa strada per aiutarlo. |                  |                  |

## Home video
La sesta stagione è stata distribuita in DVD e Blu-Ray in Giappone da Toho in quattro volumi fra il 18 gennaio e il 19 luglio 2023.
| Volume | Episodi | Data di pubblicazione |
| ------ | ------- | --------------------- |
| 1      | 114–120 | 18 gennaio 2023       |
| 2      | 121–126 | 15 marzo 2023         |
| 3      | 127–132 | 17 maggio 2023        |
| 4      | 133–138 | 19 luglio 2023        |